# Edmund Fryk

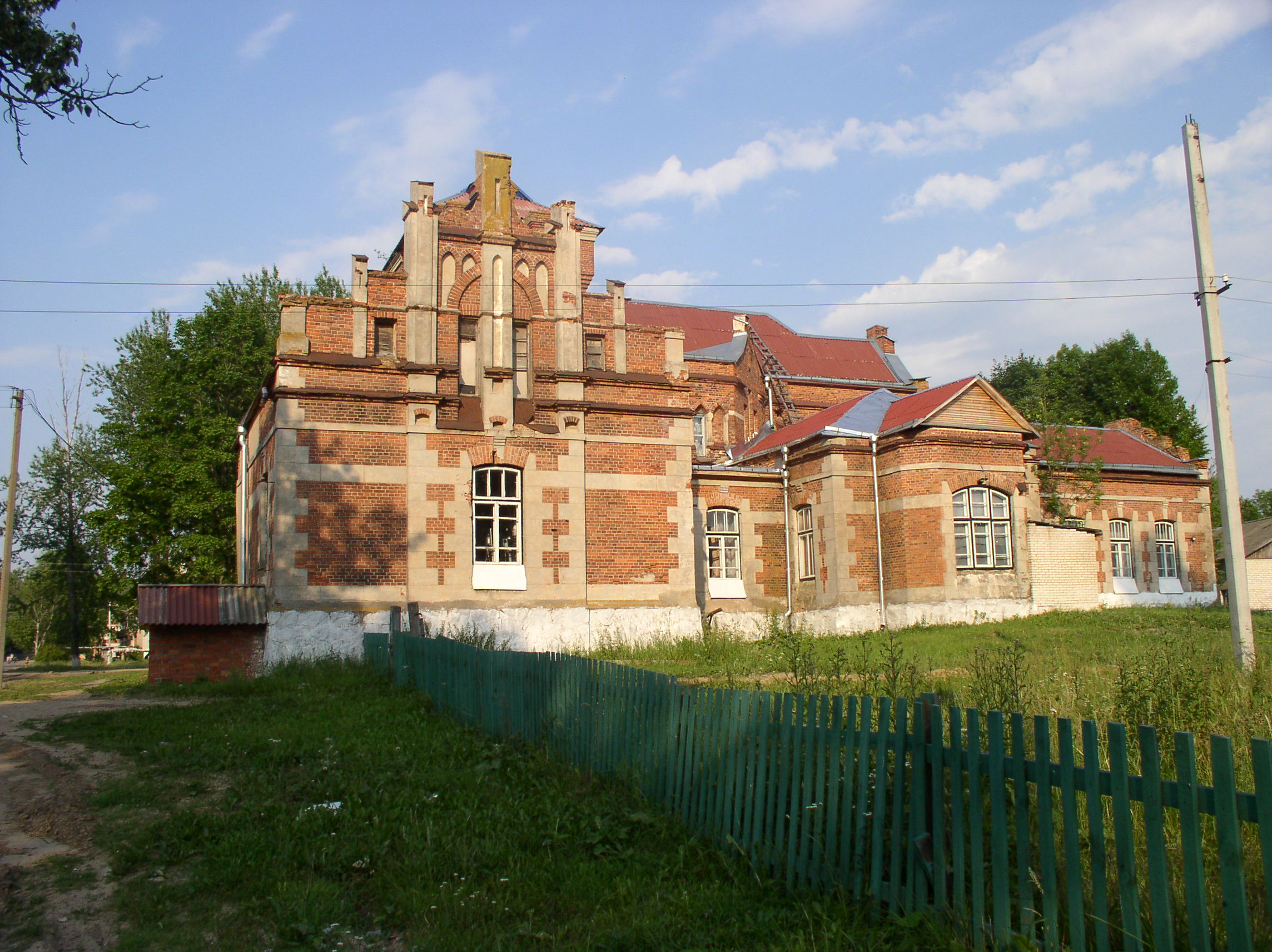
pałac Stanisława Hłaski w Stanisławowie stan z 2006

Edmund Emilian Fryk, lit. Edmundas-Emilijan Frykas (ur. 15 października 1840, zm. 1920 w Kownie) – litewski architekt, ojciec Edmundasa mł.
Wywodził się ze szlacheckiej rodziny wyznania ewangelicko-reformowanego zamieszkałej na Grodzieńszczyźnie. Ukończył gimnazjum kalwińskie w Słucku, później studiował w Instytucie Inżynierii Cywilnej w Petersburgu (1857–1863). Osiadł w Kownie (1875), gdzie otworzył swoją prywatną praktykę architektoniczno-inżynieryjną. Angażował się społecznie: sprawował mandat radnego oraz stał na czele kowieńskiego Towarzystwa Ogrodniczego. 
W 1878 roku nadzorował budowę linii kolejowej Kowno-Landwarów, później uczestniczył we wprowadzeniu tramwajów konnych w stolicy guberni. W latach 1898–1900 pracował nad elektryfikacją miasta. W latach 1895–1899 był zatrudniony jako inżynier guberni witebskiej, projektował na zamówienie litewskiej szlachty, zbudował m.in. pałac Stanisława Hłaski w Stanisławowie koło Połocka.